# Ramsholmen, Jomala

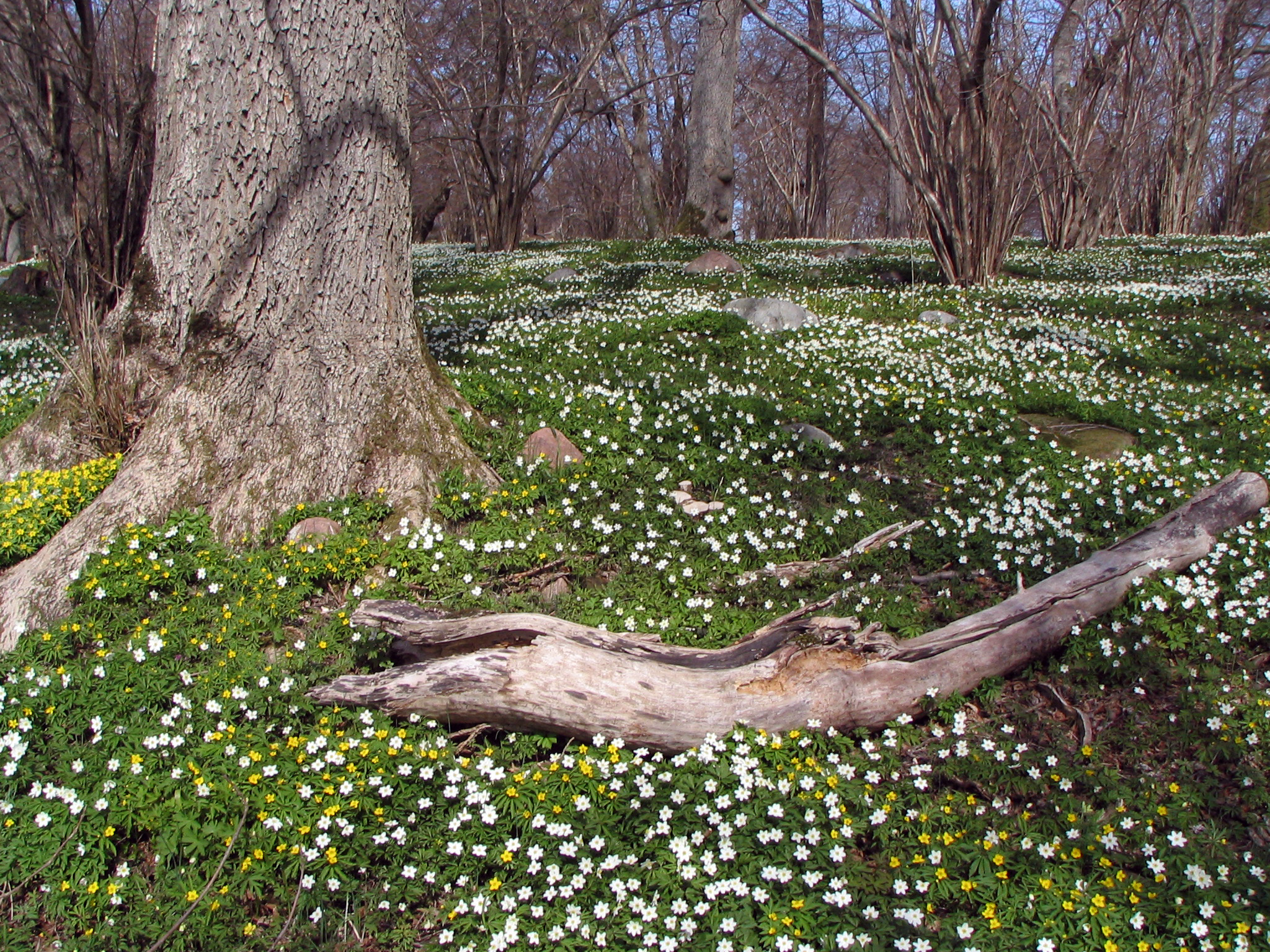
Vårblomster i Ramsholmens naturskyddsområde.

Ramsholmen är ett naturskyddsområde och en halvö i Jomala på Åland, intill landskapsväg 1 ca 4,5 km från Mariehamns centrum. Ramsholmen är ett lövängsområde. Lövängar som tidigare var en självklar del av det åländska kulturlandskapet kom att försvinna i takt med att jordbruket moderniserades under 1900-talet.
Ramsholmen har troligen fått sitt namn efter rik förekomst av ramslök på området.
Ramsholmen ligger mellan Bursfjärden i väster och Torpfjärden i öster.